# روی کر
روی پاتریک کِر (انگلیسی: Roy Patrick Kerr; زاده ۱۶ می ۱۹۳۴) ریاضیدان نیوزیلندی است که بیش از هر چیزی به دلیل کشف متریک کِر (خلأ کِر) مشهور است. متریک کر یک جواب دقیق برای معادلات میدان اینشتین در نظریه نسبیت عام است. راه حل او میدان گرانشی اطراف یک جسم پرجرم چرخنده بدون بارالکتریکی (مانند یک سیاهچاله چرخان) را مدلسازی می‌کند.